# Amoxicilline/acide clavulanique
L'amoxicilline/acide clavulanique, parfois abrégé amoxiclav ou co-amoxiclav, est une spécialité pharmaceutique de type antibiotique associant acide clavulanique (un inhibiteur de bêta-lactamase) et amoxicilline (une bêta-lactamine). Il est notamment vendu sous la marque Augmentin. Des génériques existent. Il peut être administré par voie orale ou en injection intraveineuse.
Il fait partie de la liste des médicaments essentiels de l'Organisation mondiale de la santé (liste mise à jour en avril 2013).

## Indication
Ce médicament peut être indiqué dans le traitement de plusieurs infections, lorsque la bactérie en cause est sensible : otite moyenne aiguë, sinusite, surinfection de bronchite aiguë, exacerbation de bronchopneumopathie chronique, pneumopathie aiguë, cystite, pyélonéphrite, infection gynécologique haute (en association), parodontite, infection stomatologique sévère (abcès, phlegmon, cellulite). Il a été recommandé au Royaume-Uni contre les co-infections bactériennes du COVID-19.